# Tine Schneider
Tine Schneider (Wolfenbüttel, 1956) is een Duitse jazzpianiste.
Schneider studeerde aan het conservatorium van Hilversum. Hierna woonde ze in Amsterdam en leidde ze een eigen trio, tevens speelde ze met o.a. Ferdinand Povel, Ack van Rooyen, Luluk Purwanto, Denise Jannah, Clarence Becton, Ellen Helmus, Ray Appelton, Martin Classen en Benny Bailey. Ze toerde in Spanje, Rusland, Frankrijk, Indonesië en Maleisië.
Van 1986 tot 2002 gaf Schneider les aan het Conservatorium van Amsterdam, in de vakken jazzpiano en ensemble. Sinds 2002 woont ze weer in Duitsland, ze is hier docente aan de Hochschule für Musik Würzburg. Daarnaast werkt ze met een eigen trio (met Sebastian Nay en Rudi Engel), met Carolyn Breuer en zangeressen als Özay Fecht, Sheila Jordan en Sabine Kühlich.